# 거페이 (소설가)
거페이(중국어: 格非, 병음: Gé Fēi, 본명: 류융(중국어: 刘勇), 1964년 ~ )는 중화인민공화국의 소설가, 작가이다. 상하이의 전 문학 평론가인 저우양의 연구자이기도 하다. 

## 생애
거페이는 1964년에 중화인민공화국 장쑤성 전장시 단투구에서 태어났다. 1985년에 화둥 사범대학 중문학과를 졸업했고 2000년에는 화둥 사범대학으로부터 중문학 박사 학위를 받았다. 대표작으로는 2015년 마오둔 문학상 수상작인 《강남 3부작》이 있다.

## 소설 작품
거페이의 가장 두드러진 작품은 2004년에 출간된 소설이자 《강남 3부작》의 1번째 작품이기도 한 《복사꽃 그대 얼굴》(人面桃花, 2004년)이다. 고전 작품에서 제목을 딴 이 소설은 고전적인 암시를 유토피아의 개념을 탐구하는 소설이다. 2007년에는 《강남 3부작》의 2번째 작품인 《산하는 잠들고》(山河入夢)가 출간되었고 2011년에는 《강남 3부작》의 3번째이자 마지막 작품인 《강남에 봄은 지고》(春盡江南)가 출간되었다.